# Aleiodes megastomus
Aleiodes megastomus är en stekelart som beskrevs av Marsh och Shaw 1999. Aleiodes megastomus ingår i släktet Aleiodes och familjen bracksteklar. Inga underarter finns listade i Catalogue of Life.